# Muscat de Frontignan
Muscat de Frontignan ist ein französischer Süßwein des Languedoc, der zur Familie der Vin Doux Naturel gehört. In den Gemeinden Frontignan und Vic-la-Gardiole wird ein süßer Muscat-Wein erzeugt. Das Gebiet liegt ca. auf halbem Weg zwischen Montpellier und Agde im Département Hérault, nur einige Kilometer von der Küstenstadt Sète entfernt.
Die Weinberge liegen an Hanglagen der Montagne de la Gardiole. Die südöstlich ausgerichteten Lagen sind durch die Hügelkette vor den scharfen Nordwinden der Region gut geschützt. Der Boden gehört zum Erdzeitalter der Malm (Kimmeridgium und Oxfordium) und besteht aus einem stark eisenhaltigen Lehm, der dadurch rot gefärbt ist. Der Lehm ist von Kalkstein durchsetzt. Im Süden des Gebiets ist der Kalkanteil extrem hoch, so dass man auf sehr kalkverträglich Unterlagsreben zurückgreifen muss.
Die Vorschrift verlangt, dass der Most mindestens 252 g Zucker pro Liter enthält (siehe Mostgewicht), was bereits einem Ausleseniveau entspricht. Seine Alkoholische Gärung wird durch den Zusatz von 95%igem Ethanol abgestoppt. Dabei müssen dann mindestens 125 g unvergorener Zucker pro Liter im Wein verbleiben. Der Basisertrag liegt mit 28 hl/ha sehr niedrig. Diese Regel wurde seit dem Jahrgang 1996 jedoch nahezu systematisch verletzt, so dass der Ertrag zurzeit eher bei immer noch niedrigen 28–32 hl/ha liegt.
Der Muscat de Frontignan besitzt bereits seit dem 31. Mai 1936 seine eigene Appellation d’Origine Contrôlée (kurz AOC), für den ausschließlich die Muskateller-Rebsorte Muscat blanc à petits grains zugelassen ist. Muskat - Weine wurden bereits zur Zeit Karls des Großen exportiert. Spätestens seit dem 13. Jahrhundert genoss der Wein einen hervorragenden Ruf an den königlichen Höfen Frankreichs. Frontignan erhielt daher auch am 17. März 1565 durch König Karl IX. das uneingeschränkte Recht zur Verfrachtung zu Land und über Wasser. Diese Recht wurde durch die Könige Heinrich III. und Heinrich IV. bestätigt. Der Erfolg der Winzer von Frontignan ermutigte auch Winzer von nahegelegenen Gemeinden zum Anbau von süßen Muskatweinen und versuchten diesen unter dem prestigeträchtigen Namen zu vermarkten. Das Parlament von Toulouse sah sich daher am 18. Juli 1665 gezwungen, den Namen Frontignon zu schützen. Ferner wurde den Winzern von Frontignon untersagt, den eigenen Wein mit Fremdware zu mischen.
Im Gegensatz zu heute wurde der Wein nicht immer mit Ethanol gespritet. Bis 1956 war es erlaubt, die Trauben am Stock trocknen zu lassen, in dem man den Traubenstiel im Herbst knickte. Dadurch erzielte man sehr hohe Zuckerwerte, die Frische des Weins litt aber.
Seit Einführung der Appellation hat sich die Rebfläche mehr als verdoppelt. Im Jahr 2002 wurden auf 790 Hektar Fläche ca. 21.568 Hektoliter Wein erzeugt. 275 Winzer sind der Winzergenossenschaft Coopérative de Frontignan angeschlossen. Daneben vermarkten 24 Winzer ihre Produkte selbst.